# Кварења
Кварења (итал. Quaregna) је насеље у Италији у округу Бијела, региону Пијемонт.
Према процени из 2011. у насељу је живело 1276 становника. Насеље се налази на надморској висини од 258 м.

## Становништво
| 1931. | 1936. | 1951. | 1961. | 1971. | 1981. | 1991. | 2001. | 2011. |
| ----- | ----- | ----- | ----- | ----- | ----- | ----- | ----- | ----- |
| 354   | 416   | 526   | 721   | 983   | 1.198 | 1.296 | 1.298 | 1.390 |